# سوئیاکابراس

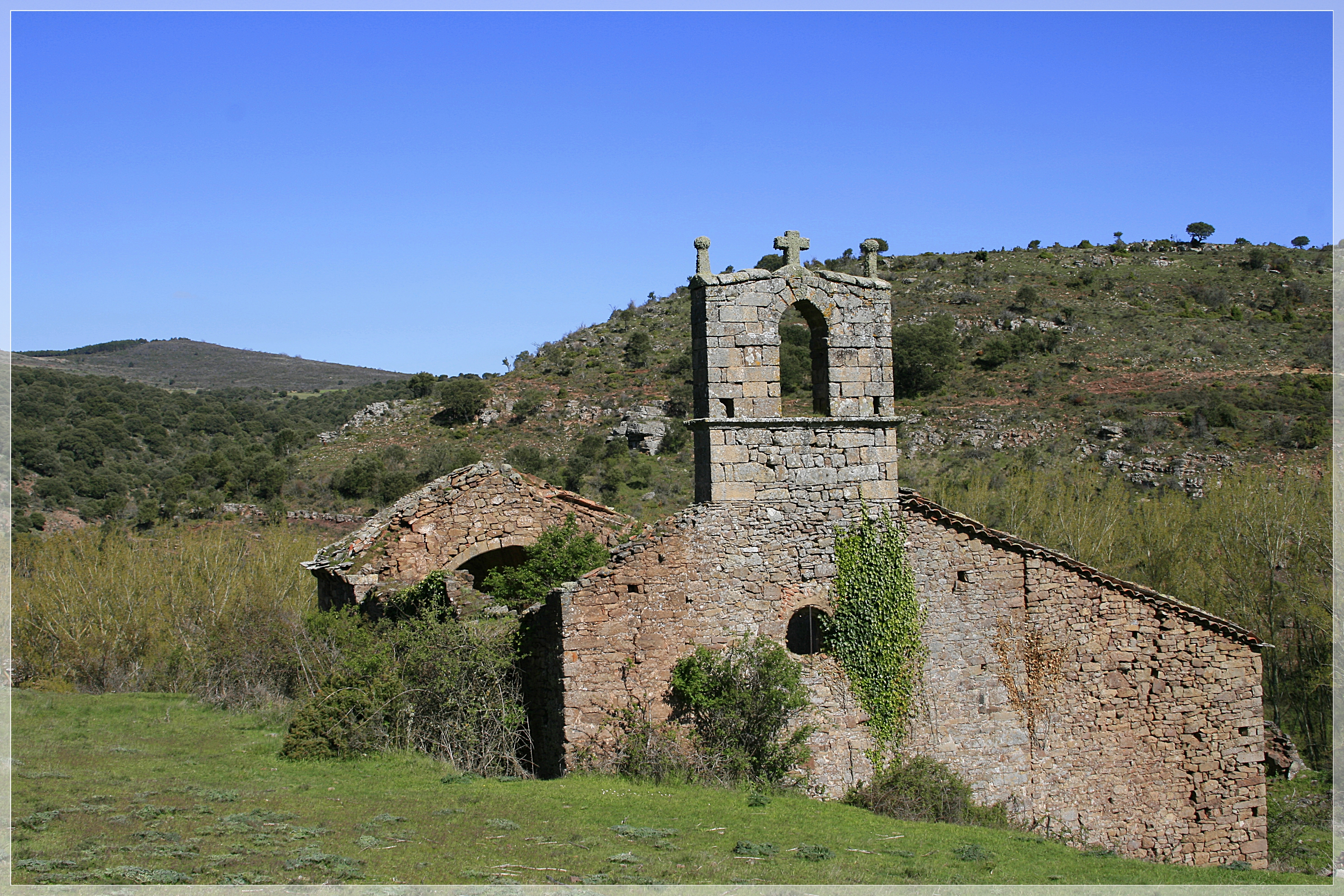

سوئیاکابراس (به اسپانیایی: Suellacabras) یک شهر اسپانیایی کوچک و شهرداری، واقع در استان سریا، بخشی از جامعه خودمختار کاستیا و لئون است.
این شهر در دامنه کوهی معروف به سیرا دل آلموئرسو واقع شده‌است. از مهم‌ترین جاذبه‌های گردشگری این شهر کلیسای سن کاپاراسیو می‌باشد.
شهرداری شامل، روستای ال اسپینو، کلیسای بندیکت نرسیااست.